# Баранова, Зоя Ивановна
Зоя Ивановна Баранова (урождённая Радимова; 26 декабря 1922 года, Ряжск — 22 апреля 2010 года) — советский учёный-зоолог, специалист по иглокожим, автор 35 научных публикаций. Кандидат биологических наук (1952). Заведующая отделением иглокожих, туникат и пантопод лаборатории морских исследований Зоологического института АН СССР (1960—1983).  Является первооткрывателем вида голотурий Cucumaria djakonovi.

## Биография
Родилась 26 декабря 1922 года в Ряжске в семье Ивана Николаевича Радимова, работавшего в Ряжских городских отделах здравоохранения и социального обеспечения, и домохозяйки Анны Ивановны Радимовой (урождённой Корсевой). В 1926 году семья перебралась в Ленинград, где Зоя в 1930 году поступила в 4-ю среднюю школу. Ту же школу и окончила с отличием в 1939 году. В том же году поступила в Ленинградский государственный университет на биологический факультет.
В марте 1942 года семья Зои была эвакуирована в Казань. Здесь она какое-то время работала в лаборатории капиллярной микроскопии лаборантом. В сентябре 1942 года отец Зои по работе был переведён в Ташкент. Здесь Зоя какое-то время работала на 84-м заводе авиационной промышленности помощником санитарного врача, а с декабря 1942 по январь 1944 года была студенткой Ташкентского медицинского института.
Вернувшись в Ленинград из эвакуации, продолжила обучение на биологическом факультете Ленинградского университета. В 1947 году, будучи ещё студенткой, участвовала в Курило-Сахалинской морской комплексной экспедиции ЗИН-ТИНРО 1947—1949 годов (входила в состав Анивского отряда, руководителем которого был А. М. Дьяконов). Руководителем её дипломной работы также был А. М. Дьяконов. Работа была выполнена в Зоологическом институте и посвящена изучению иглокожих, собранных в Чукотском и Восточно-Сибирском морях Комплексной восточной высокоширотной экспедицией Всесоюзного арктического института на ледоколе «Северный полюс» в 1946 году. В 1948 году защитила диплом с отличием.
В 1948 году сочеталась браком с Юрием Константиновичем Барановым. Поступила в Зоологический институт на аспирантуру. В 1952 году на основе хранившихся в институте коллекций, собранных за период с 1845 по 1950 годы различными экспедициями и отдельными лицами, подготовила кандидатскую диссертацию «Фауна иглокожих Берингова моря и прикамчатских вод Тихого океана». Защита диссертации состоялась 30 декабря 1952 года. После защиты продолжила работу в Зоологическом институте.
В 1957—1959 годах сопровождала мужа в его служебную командировку в Китайскую Народную Республику. Здесь продолжала изучение иглокожих, опубликовала совместную с китайским исследователем У Бао-Линем статью «К фауне морских звёзд Жёлтого моря». Какое-то время была в командировках в Мурманском морском биологическом институте (на Баренцевом море в Дальних Зеленцах) и в Институте биологии моря (в Японском море на станции «Восток»).
В 1960 году была назначена заведующей отделением иглокожих, туникат и пантопод Лаборатории морских исследований Зоологического института. Согласно справочнику 1961 года «Зоологи Советского Союза», проживала по адресу: г. Ленинград, пер. Каховского, д. 5, кв. 109. В 1976 году организовала проведение Третьего всероссийского коллоквиума по иглокожим в Зоологическом институте Академии наук СССР. В 1978 году ей было присвоено учёное звание старшего научного сотрудника. В 1983 году вышла на пенсию. Согласно справочнику 1997 года «Кто есть кто: Биоразнообразие», проживала по адресу: г. Санкт-Петербург, ш. Революции, д. 43, кв. 169. Умерла 22 апреля 2010 года.

### Семья
- Супруг (с 1948 года) — Юрий Константинович Баранов (1924—1996). Специалист по проблемам судовождения и навигации, автор ряда учебных пособий и книг, много лет проработал в Ленинградском высшем инженерном морском училище имени адмирала С. О. Макарова[1].
  - Сын — Александр Юрьевич Баранов (1953—1998[6]). Крупный специалист по судовождению[7].
  - Дочь — Алёна Юрьевна Баранова. Архитектор[7].

### Отзывы
По воспоминаниям Алексея Смирнова, была требовательным, но доброжелательным руководителем и старшим товарищем, обладала чувством юмора, острым языком и живым характером, в её прекрасной дружной семье всегда с радостью принимали гостей.

## Научная деятельность
К сфере её научных интересов относилось изучение иглокожих, в основном морских ежей и голотурий. Большую известность Барановой принесли сводки «Иглокожие Берингова моря» и раздел об иглокожих в многотомном руководстве «Жизнь животных». Другие её публикации об иглокожих широко известны в кругу специалистов. Она участвовала в составлении ряда сводок, описала ряд новых видов морских ежей и голотурий. Всего опубликовала 35 работ по систематике и фауне иглокожих.
Была редактором ряда монографий и сборников, входила в состав редколлегий изданий Зоологического института в сериях «Исследования фауны морей» и «Фауна СССР». Входила в число инициаторов организации и проведения Всесоюзных симпозиумов и коллоквиумов по изучению иглокожих. Руководила подготовкой и защитой кандидатских диссертаций В. С. Левина, А. В. Смирнова и И. С. Смирнова. Левин продолжил работу на Дальнем Востоке, а Смирновы — в Зоологическом институте.
В кандидатской диссертации Барановой были описаны, в частности, и 33 вида относящихся к 17 родам и 9 семействам класса голотурии. В том числе был описан новый вид Paelopatides solea. В 1957 году в работе «Иглокожие Берингова моря» Баранова критически проанализировала имевшуюся к тому времени информацию и дала общую характеристику иглокожих Берингова моря, в том числе привела описания 32 представителей голотурий (по состоянию на 2016 год достоверно подтвердилось обитание в советской части Берингова моря только 21 вида голотурий из списка Барановой). В 1962 году в работе «Голотурии дальневосточных морей СССР» Баранова описала распространение и распределение в советской части Охотского, Берингова, и северо-запада Японского морей 70 видов голотурий, входящих в 30 родов и 13 семейств. В работе 1977 года «Новая голотурия рода Psolidium из Берингова моря» описала ещё один новый вид Psolidium djakonovi. В работе 1980 года «Новые виды голотурий рода Cucumaria» описала новый вид голотурий Cucumaria djakonovi, встреченный у северо-западного мыса острова Беринга и у Олюторского мыса.

### Публикации
Диссертации
1. Баранова З. И. Фауна иглокожих Берингова моря и прикамчатских вод Тихого океана. — Л., 1952. — 10 с.

Научные статьи
1. Баранова З. И. Новые виды и подвиды иглокожих (Echinodermata) из Берингова моря // Труды Зоологического института АН СССР. — 1955. — Т. 18. — С. 334—342.
2. Баранова З. И. Иглокожие Берингова моря // Исследования дальневосточных морей СССР. — 1957. — Вып. 4. — С. 149—266.
3. Дьяконов А. М., Баранова З. И., Савельева Т. С. Заметка о голотуриях (Holothurioidea) района южного Сахалина и южных Курильских островов // Исследования дальневосточных морей СССР. — 1958. — Вып. 5. — С. 358—380.
4. Баранова З. И. Иглокожие Курильских островов // Исследования дальневосточных морей СССР. — 1962. — Вып. 8. — С. 347—363.
5. Баранова З. И. Иглокожие (Echinodermata), собранные экспедицией на л/р «Ф. Литке» в 1955 г. // Труды Арктического и Антарктического Научно-исследовательского института. — 1964. — Т. 259. — С. 355—372.
6. Баранова З. И. Иглокожие Земли Франца-Иосифа и сопредельных вод // Исследования фауны морей. — 1977. — Т. 14 (22). — С. 435—465.
7. Баранова З. И. Новая голотурия рода Psolidium из Берингова моря // Исследования фауны морей. — Л.: Наука, 1977. — Вып. 21 (29). — С. 109—113.
8. Баранова З. И. Иглокожие в донных биоценозах верхних отделов шельфа и юго-западного побережья Сахалина (Японское море) // Закономерности распределения и экология прибрежных биоценозов. — Л.: Наука, 1978. — С. 126—128[12].
9. Баранова З. И., Карпенко В. В. Два новых вида морских звезд из района Курильских островов // Биология шельфа Курильских островов. — М.: Наука, 1979. — С. 267—.
10. Баранова З. И. Новые виды голотурий рода Cucumaria // Новое в систематике беспозвоночных. — Л.: Зоол. ин-т. АН СССР, 1980. — С. 109—120.
11. Баранова З. И. Новый вид голотурий Elpidia из Северного Ледовитого океана // Проблемы изучения ископаемых и современных иглокожих. — Таллин: Ин-т геол. АН ЭССР, 1989. — С. 218—222.

Справочные издания
1. Атлас беспозвоночных дальневосточных морей СССР / Акад. наук СССР. Зоол. ин-т ; Сост. И. И. Акимушкин, З. И. Баранова, К. А. Бродский и др. ; [Глав. ред. Е. Н. Павловский]. — М.; Л.: Изд-во Акад. наук СССР, 1955. — 244 с.
2. Баранова З. И., Геккер Р. Ф. Класс Holothurioidea // Иглокожие, гемихордовые, погонофоры и щетинкочелюстные / Ред.: Геккер Р. Ф.. — М.: Недра, 1964. — Т. 10. — С. 192—197. — 384 с. — (Основы палеонтологии. Справочник для палеонтологов и геологов СССР в пятнадцати томах).
3. Баранова З. И. Тип иглокожие (Echinodermata) // Жизнь животных. В 6 т. / гл. ред. Л. А. Зенкевич. — 1‑е изд. — М. : Просвещение, 1968. — Т. 2 : Беспозвоночные / под ред. Л. А. Зенкевича. — С. 197—297. — 563 с. : ил. — 300 000 экз. (За исключением главы «Класс морские звезды»).
4. Баранова З. И. Голотурии // Тихий океан. Биология Тихого океана. Кн. 2. Глубоководная донная фауна. Плейстон. — М.: Наука, 1969. — С. 101—109[13].
5. Баранова З. И., Кунцевич З. В. Офиуры // Тихий океан. Биология Тихого океана. Кн. 2. Глубоководная донная фауна. Плейстон. — М.: Наука, 1969. — С. 115—124[14].
6. Баранова З. И. Иглокожие залива Посьета Японского моря // Фауна и флора залива Посьета Японского моря. — Л.: Наука, 1971. — С. 242—264.
7. Определитель фауны Черного и Азовского морей : Свободноживущие беспозвоночные : В 3 т. / АН УССР. Ин-т биологии юж. морей. — Киев: Наукова думка, 1972. — Т. 3. Членистоногие (кроме ракообразных), моллюски, иглокожие, щетинкочелюстные, хордовые. — 340 с.
8. Баранова З. И. Тип иглокожие (Echinodermata) // Животные и растения залива Петра Великого. — Л.: Наука, 1976. — С. 114—120. — 363 с. — 10 000 экз.
9. Баранова З. И., Кунцевич З. И. Список типов голотурий, хранящихся в Зоологическом институте Академии наук СССР (Ленинград) // Исследования фауны морей. — Л.: Наука, 1977. — Вып. 21 (29). — С. 114—119[15].
10. Световидов А. Н., Баранова З. И., Громов И. М., Кержнер И. М., Крыжановский О. Л., Лихачев И. М., Петрушевская М. Г., Старобогатов Я. И., Тер-Минасян М. Е., Филиппова Н. А. Инструкция для авторов изданий «Фауна СССР» и «Определители по фауне СССР, издаваемые Зоологическим институтом АН СССР». — Л.: Наука, 1981. — 36 с.
11. Баранова З. И. Тип иглокожие (Echinodermata) // Жизнь животных. В 7 т. / гл. ред. В. Е. Соколов. — 2‑е изд., перераб. — М. : Просвещение, 1988. — Т. 2 : Моллюски. Иглокожие. Погонофоры. Щетинкочелюстные. Полухордовые. Хордовые. Членистоногие. Ракообразные / под ред. Р. К. Пастернак. — С. 146—230. — 447 с. : ил. — ISBN 5-09-000445-5. (За исключением главы «Класс морские звезды»).

Конференции
1. Баранова З. И. Голотурии дальневосточных морей СССР // Тезисы конференции по совместным исследованиям фауны и флоры. — Л.: ЗИН АН СССР, 1962. — С. 1—7.
2. Баранова З. И. Некоторые особенности распределения и экологии морских ежей рода Strongylocentrotus в Баренцевом море // Состав, распределение и экология донной фауны Баренцева моря : Тез. докл. Мурм. обл. науч. конф.. — Мурманск: ПИНРО, 1973. — С. 72—75[16].
3. Баранова З. И. Ежи рода Strongylocentrotus северных морей и некоторые особенности их распределения и экологии // Гидробиология и биогеография шельфов холодных и умеренных вод мирового океана : тезисы докладов. — Л.: Наука, 1974. — С. 22—23[16].
4. Баранова З. И. Голотурии рода Cucumaria морей СССР // Проблемы зоологии : Материалы науч. отчет. сессии Зоол. ин-та АН СССР по итогам заверш. работ 1975 г. — Л., 1975. — С. 5—7[17].
5. Баранова З. И. О распространении голотурии Cucumaria japonica Semper в северо-западной части Тихого океана // Всес. науч. конф. по использованию промысловых беспозвоночных на пищевые, комовые и технические цели : тезисы докладов. — М., 1977. — С. 6[17].
6. Баранова З. И. К вопросу о «биополярности» рода Toporkovia // Систематика, эволюция, биология и распространение современных и вымерших иглокожих (сборник научных работ) : материалы III Всесоюзного коллоквиума по изучению иглокожих. — Л., 1977. — С. 6—8.
7. Баранова З. И. Состав и распределение голотурий на шельфе северо-западной части Тихого океана // XIV Тихоокеан. науч. конгр. Ком. Б. Мор. науки. : тез. докл. — М., 1979. — С. 74—75[15].

## Комментарии
1. ↑  Туникаты — это подтип морских животных, называемый чаще «оболочники» или «личиночнохордовые», пантоподы — это класс морских членистоногих из подтипа хелицеровых, чаще называемый «морские пауки» или «многоколенчатые»
2. ↑  Эта дата приводится по официальным документам. В семье Зои Ивановны традиционно считалось, что её рождение, фактически, произошло почти на год раньше этой даты[1].
3. ↑  В опубликованном в 1961 году справочнике «Зоологи Советского Союза» это назначение не было отражено, Зоя Ивановна была указана младшим научным сотрудником Зоологического института[3]